# Android Things
Android Things （代号为Brillo ）是Google在2015年I/O上宣布的基于Android的嵌入式操作系统平台。 它旨在運行於由不同的MCU平台构建的低功耗和小內存的物联网 （IoT）设备。   作为IoT操作系统，它设计为在僅有32–64 MB內存的設備上運行。  它也支持低功耗蓝牙和Wi-Fi ，  並引入了Weave协议，運行Android Things的设备可以使用Weave协议与其他兼容該協議的设备进行通信。 2020年12月，Google宣佈Android Things將於2022年1月5日關閉。  